# Женска кошаркашка репрезентација Србије
Женска кошаркашка репрезентација Србије представља Србију на међународним кошаркашким такмичењима и под контролом је Кошаркашког савеза Србије (КСС).
ФИБА сматра женску кошаркашку репрезентацију Србије директним наследником репрезентације Србије и Црне Горе и репрезентације Савезне Републике Југославије, али не и СФРЈ.

## Тренутни састав
- Списак играчица и стручни штаб Србије на Олимпијским играма 2021.

## Селектори
| Мандат     | Име и презиме    | Значајнија постигнућа                                                                                                 |
| ---------- | ---------------- | --- |
| 1995.      | Драгомир Буквић  | 10. место — Европско првенство 1995.                                                                                  |
| 1997.      | Слободан Лукић   | 8. место — Европско првенство 1997.                                                                                   |
| 1999.      | Миодраг Весковић | 7. место — Европско првенство 1999.                                                                                   |
| 2001—2003. | Мирослав Попов   | 5. место — Европско првенство 2001. 12. место — Светско првенство 2002.                                               |
| 2003.      | Миодраг Весковић | 8. место — Европско првенство 2003.                                                                                   |
| 2005.      | Зоран Ковачић    | 9. место — Европско првенство 2005.                                                                                   |
| 2007—2009. | Јовица Антонић   | 11. место — Европско првенство 2007. 16. место — Европско првенство 2009.                                             |
| 2010—2011. | Миодраг Весковић | / |
| 2011—2017. | Марина Маљковић  | 4. место — Европско првенство 2013. 8. место — Светско првенство 2014. Европско првенство 2015. Олимпијске игре 2016. |
| 2017.      | Стеван Караџић   | 11. место — Европско првенство 2017.                                                                                  |
| 2017—      | Марина Маљковић  | Европско првенство 2019. Европско првенство 2021. (4. место) Олимпијске игре 2021.                                    |

## Учешће на међународним такмичењима
- Као СР Југославија (1992 – 2003), Србија и Црна Гора (2003-2006) и Србија (2006-)

### Олимпијске игре
| Година                                                                           | Турнир                | Пласман               | ИГ                    | П                     | И                     | ДК                    | ПК                    | Разл.                 |
| -------------------------------------------------------------------------------- | --------------------- | --------------------- | --------------------- | --------------------- | --------------------- | --------------------- | --------------------- | --------------------- |
| За раније наступе погледајте чланак Женска кошаркашка репрезентација Југославије |                       |                       |                       |                       |                       |                       |                       |                       |
| 1992 - 2012                                                                      | Није се квалификовала | Није се квалификовала | Није се квалификовала | Није се квалификовала | Није се квалификовала | Није се квалификовала | Није се квалификовала | Није се квалификовала |
| 2016.                                                                            | Полуфинале            | 3. место              | 8                     | 4                     | 4                     | 582                   | 608                   | -26                   |
| 2020.                                                                            | Полуфинале            | 4. место              | 6                     | 3                     | 3                     | 419                   | 454                   | -35                   |
| 2024.                                                                            | Четвртфинале          | 6. место              | 4                     | 2                     | 2                     | 268                   | 269                   | -1                    |
| Укупно                                                                           | 3 учешћа              |                       | 18                    | 9                     | 9                     | 1269                  | 1331                  | -62                   |

### Светска првенства
| Година                                                                           | Турнир                | Пласман               | ИГ                    | П                     | И                     | ДК                    | ПК                    | Разл.                 |
| -------------------------------------------------------------------------------- | --------------------- | --------------------- | --------------------- | --------------------- | --------------------- | --------------------- | --------------------- | --------------------- |
| За раније наступе погледајте чланак Женска кошаркашка репрезентација Југославије |                       |                       |                       |                       |                       |                       |                       |                       |
| 1994.                                                                            | Није учествовала      | Није учествовала      | Није учествовала      | Није учествовала      | Није учествовала      | Није учествовала      | Није учествовала      | Није учествовала      |
| 1998.                                                                            | Није се квалификовала | Није се квалификовала | Није се квалификовала | Није се квалификовала | Није се квалификовала | Није се квалификовала | Није се квалификовала | Није се квалификовала |
| 2002.                                                                            | Други круг            | 12. место             | 8                     | 2                     | 6                     | 602                   | 633                   | -31                   |
| 2006.                                                                            | Није се квалификовала | Није се квалификовала | Није се квалификовала | Није се квалификовала | Није се квалификовала | Није се квалификовала | Није се квалификовала | Није се квалификовала |
| 2010.                                                                            | Није се квалификовала | Није се квалификовала | Није се квалификовала | Није се квалификовала | Није се квалификовала | Није се квалификовала | Није се квалификовала | Није се квалификовала |
| 2014.                                                                            | Четвртфинале          | 8. место              | 7                     | 3                     | 4                     | 531                   | 513                   | +18                   |
| 2018.                                                                            | Није се квалификовала | Није се квалификовала | Није се квалификовала | Није се квалификовала | Није се квалификовала | Није се квалификовала | Није се квалификовала | Није се квалификовала |
| 2022.                                                                            | Четвртфинале          | 6. место              | 6                     | 3                     | 3                     |                       |                       |                       |
| Укупно                                                                           | 3/8                   |                       | 21                    | 8                     | 13                    | 1133                  | 1146                  | -13                   |

### Европска првенства
| Година                                                                           | Турнир                | Пласман               | ИГ                    | П                     | И                     | ДК                    | ПК                    | Разл.                 |
| -------------------------------------------------------------------------------- | --------------------- | --------------------- | --------------------- | --------------------- | --------------------- | --------------------- | --------------------- | --------------------- |
| За раније наступе погледајте чланак Женска кошаркашка репрезентација Југославије |                       |                       |                       |                       |                       |                       |                       |                       |
| 1993.                                                                            | Није учествовала      | Није учествовала      | Није учествовала      | Није учествовала      | Није учествовала      | Није учествовала      | Није учествовала      | Није учествовала      |
| 1995.                                                                            | Први круг             | 10. место             | 6                     | 2                     | 4                     | 353                   | 382                   | -29                   |
| 1997.                                                                            | Четвртфинале          | 8. место              | 8                     | 3                     | 5                     | 538                   | 591                   | -53                   |
| 1999.                                                                            | Четвртфинале          | 7. место              | 8                     | 4                     | 4                     | 572                   | 514                   | +58                   |
| 2001.                                                                            | Четвртфинале          | 5. место              | 8                     | 5                     | 3                     | 602                   | 571                   | +31                   |
| 2003.                                                                            | Четвртфинале          | 8. место              | 8                     | 3                     | 5                     | 566                   | 579                   | -13                   |
| 2005.                                                                            | Први круг             | 9. место              | 7                     | 4                     | 3                     | 482                   | 482                   | 0                     |
| 2007.                                                                            | Други круг            | 11. место             | 6                     | 2                     | 4                     | 387                   | 425                   | -38                   |
| 2009.                                                                            | Први круг             | 16. место             | 3                     | 0                     | 3                     | 141                   | 208                   | -67                   |
| 2011.                                                                            | Није се квалификовала | Није се квалификовала | Није се квалификовала | Није се квалификовала | Није се квалификовала | Није се квалификовала | Није се квалификовала | Није се квалификовала |
| 2013.                                                                            | Утакмица за 3. место  | 4. место              | 9                     | 5                     | 4                     | 593                   | 636                   | -43                   |
| 2015.                                                                            | Финале                | 1. место              | 10                    | 7                     | 3                     | 747                   | 704                   | +43                   |
| 2017.                                                                            | Други круг            | 11. место             | 4                     | 1                     | 3                     | 275                   | 286                   | -11                   |
| 2019.                                                                            | Утакмица за 3. место  | 3. место              | 6                     | 5                     | 1                     | 436                   | 357                   | +79                   |
| 2021.                                                                            | Финале                | 1. место              | 6                     | 6                     | 0                     | 466                   | 398                   | +68                   |
| 2023.                                                                            | Четвртфинале          | 5. место              | 7                     | 5                     | 2                     | 496                   | 469                   | +27                   |
| Укупно                                                                           | 13/14                 |                       | 96                    | 52                    | 44                    | 6654                  | 6602                  | +52                   |

## Познате играчице
Појединачна признања
- Најкориснија играчица (МВП) Европског првенства
  - Ана Дабовић (2015)
  - Соња Васић (2021)
- Идеална петорка Европског првенства
  - Ана Дабовић (2015)
  - Соња Васић (2015, 2019, 2021)
- Шампион ВНБА
  - Ана Дабовић (2015)
- Најбољи стрелац Евролиге
  - Мила Николић (2000)
  - Ана Јоковић (2003)
  - Гордана Грубин (2004)

## Награде

### Друге награде
- 2016: Награда Браћа Карић